# John Gidman
John Gidman, né le 10 janvier 1954 à Liverpool (Angleterre), est un footballeur anglais, qui évoluait au poste d'arrière droit à Aston Villa et en équipe d'Angleterre.
Gidman n'a marqué aucun but lors de son unique sélection avec l'équipe d'Angleterre en 1977.

## Carrière
- 1971-1979 : Aston Villa
- 1979-1981 : Everton
- 1981-1986 : Manchester United
- 1986-1988 : Manchester City
- 1988-1989 : Stoke City
- 1989 : Darlington  [1]

## Palmarès

### En équipe nationale
- 1 sélection et 0 but avec l'équipe d'Angleterre en 1977.

### Avec Aston Villa
- Vainqueur de la Coupe de la ligue en 1975 et 1977.

### Avec Manchester United
- Vainqueur de la Coupe d'Angleterre en 1983 et 1985.
- Vainqueur du Charity Shield en 1983.